# Hamdi al-Amin
Hamdi al-Amin (* 15. April 1997 in Doha) ist ein katarischer Leichtathlet, der sich auf den Hochsprung spezialisiert hat.

## Karriere
Erste internationale Erfahrungen sammelte Hamdi al-Amin bei den Militärweltspielen 2015 im südkoreanischen Mungyeong, bei denen er mit übersprungenen 2,20 m Rang sechs belegte. Im Jahr darauf nahm er an den Hallenasienmeisterschaften in Doha teil und wurde dort mit 2,10 m Neunter. Anschließend gewann er bei den Arabischen Juniorenmeisterschaften in Tlemcen mit 2,00 m die Bronzemedaille und erreichte bei den Juniorenasienmeisterschaften in der Ho-Chi-Minh-Stadt mit 2,07 m Platz fünf. Damit qualifizierte er sich für die U20-Weltmeisterschaften in Bydgoszcz, bei denen er mit einem Sprung über 2,23 m die Bronzemedaille gewann. 2017 folgte eine Silbermedaille bei den Islamic Solidarity Games in Baku und ein vierter Platz bei den Asienmeisterschaften in Bhubaneswar. Später gewann er bei den Arabischen Meisterschaften in Radès mit 2,13 m ebenfalls die Silbermedaille.  Anfang September wurde er mit 2,18 m Vierter bei den Asian Indoor & Martial Arts Games in Aşgabat.
2018 nahm er erneut an den Hallenasienmeisterschaften in Teheran teil und gewann dort mit 2,15 m die Bronzemedaille hinter seinem Landsmann Mutaz Essa Barshim und Keyvan Ghanbarzadeh aus dem Iran. Ende August nahm er zum ersten Mal an den Asienspielen in Jakarta teil und belegte dort mit übersprungenen 2,24 m Rang fünf. Im Jahr darauf belegte er bei den Asienmeisterschaften in Doha mit einer Höhe von 2,19 m den geteilten siebten Platz. 2021 gewann er bei den Arabischen Meisterschaften in Radès mit 2,16 m die Silbermedaille hinter dem Iraker Faleh Abdulwahid und anschließend begann er ein Studium an der West Texas A&M University in den Vereinigten Staaten. Im Jahr darauf siegte er dann mit 2,14 m bei den Islamic Solidarity Games in Konya und 2023 gewann er bei den Arabischen Meisterschaften in Marrakesch mit 2,12 m die Bronzemedaille hinter dem Omaner Fatak Bait Jaboob und Hussein al-Ibraheemi aus dem Irak. Anschließend sicherte er sich bei den Panarabischen Spielen in Algier mit 2,16 m die Silbermedaille hinter Fatak Bait Jaboob und verpasste dann bei den World University Games in Chengdu mit 2,10 m den Finaleinzug. Im Jahr darauf siegte er mit 2,13 m bei den Westasienmeisterschaften in Basra und 2025 siegte er mit 2,14 m bei den Arabischen Meisterschaften in Oran.
2024 wurde al-Amin katarischer Meister im Hochsprung.